# Smalstaartparadijswida
De smalstaartparadijswida (Vidua paradisaea) is een zangvogel uit de familie Viduidae.

## Kenmerken
De vogel heeft een gele onderkant, een rode borst, een zwarte kop met zwarte snavel en zwarte vleugels. Het mannetje heeft een zeer lange, zwarte staart. De lichaamslengte van het mannetje bedraagt (inclusief staart) 33 cm, terwijl het vrouwtjes slechts 12 cm meet.

## Leefwijze
De vogels bouwen geen nest, omdat de vrouwtjes hun eieren leggen in het nest van de Melba-astrilde.

## Verspreiding en leefgebied
De soort komt voor in Midden- en Oost-Afrika.